# Audra Planitia
Pour les articles homonymes, voir Audra.
Audra Planitia est une plaine située sur Vénus dans le quadrangle de Meskhent Tessera. Elle a été nommée en référence à Audra, maîtresse lituanienne de la mer.